# Brussels Open
Brussels Open, неофіційно Open de Bruxelles - тенісний турнір WTA туру, який проводився з 2011 до 2013 року в Брюсселі, Бельгія  на кортах Primerose Tennis Club. 
Турнір 2013 року проходив 20–25 травня на кортах Royal Primerose Tennis Club.

## Фінали

### Одиночний розряд
| Рік  | Чемпіонка          | Фіналістка   | Рахунок       |
| ---- | ------------------ | ------------ | ------------- |
| 2013 | Кая Канепі         | Пен Шуай     | 6–2, 7–5      |
| 2012 | Агнешка Радванська | Симона Халеп | 7–5, 6–0      |
| 2011 | Каролін Возняцкі   | Пен Шуай     | 2–6, 6–3, 6–3 |

### Парний розряд
| Рік  | Чемпіонки                           | Фіналістки                    | Рахунок          |
| ---- | ----------------------------------- | ----------------------------- | ---------------- |
| 2013 | Анна-Лена Гренефельд Квета Пешке    | Габріела Дабровскі Шахар Пеєр | 6–0, 6–3         |
| 2012 | Бетані Маттек-Сендс Саня Мірза      | Аліція Росольська Чжен Цзє    | 6–3, 6–2         |
| 2011 | Андреа Главачкова Галина Воскобоєва | Клаудія Янс Аліція Росольська | 3–6, 6–0, [10–5] |

## Виноски
1. ↑  Архівована копія. Архів оригіналу за 10 листопад 2010. Процитовано 21 травень 2011.{{cite web}}:  Обслуговування CS1: Сторінки з текстом «archived copy» як значення параметру title (посилання)
2. 1 2  Архівована копія. Архів оригіналу за 19 грудень 2010. Процитовано 21 травень 2011.{{cite web}}:  Обслуговування CS1: Сторінки з текстом «archived copy» як значення параметру title (посилання)